# Naji al-Ali

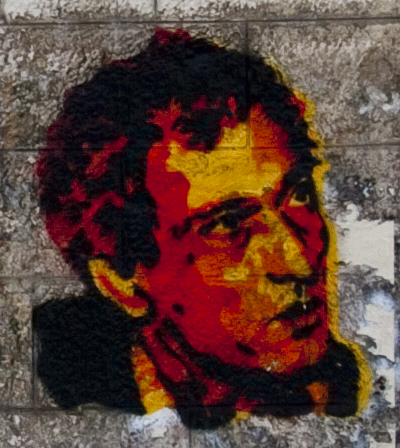
Ritratto di graffiti a Ramallah, 2012

Naji al-Ali (in arabo ناجي سليم العلي‎?; Al-Shajara, 1936 – Londra, 29 agosto 1987) è stato un artista palestinese.

## Biografia

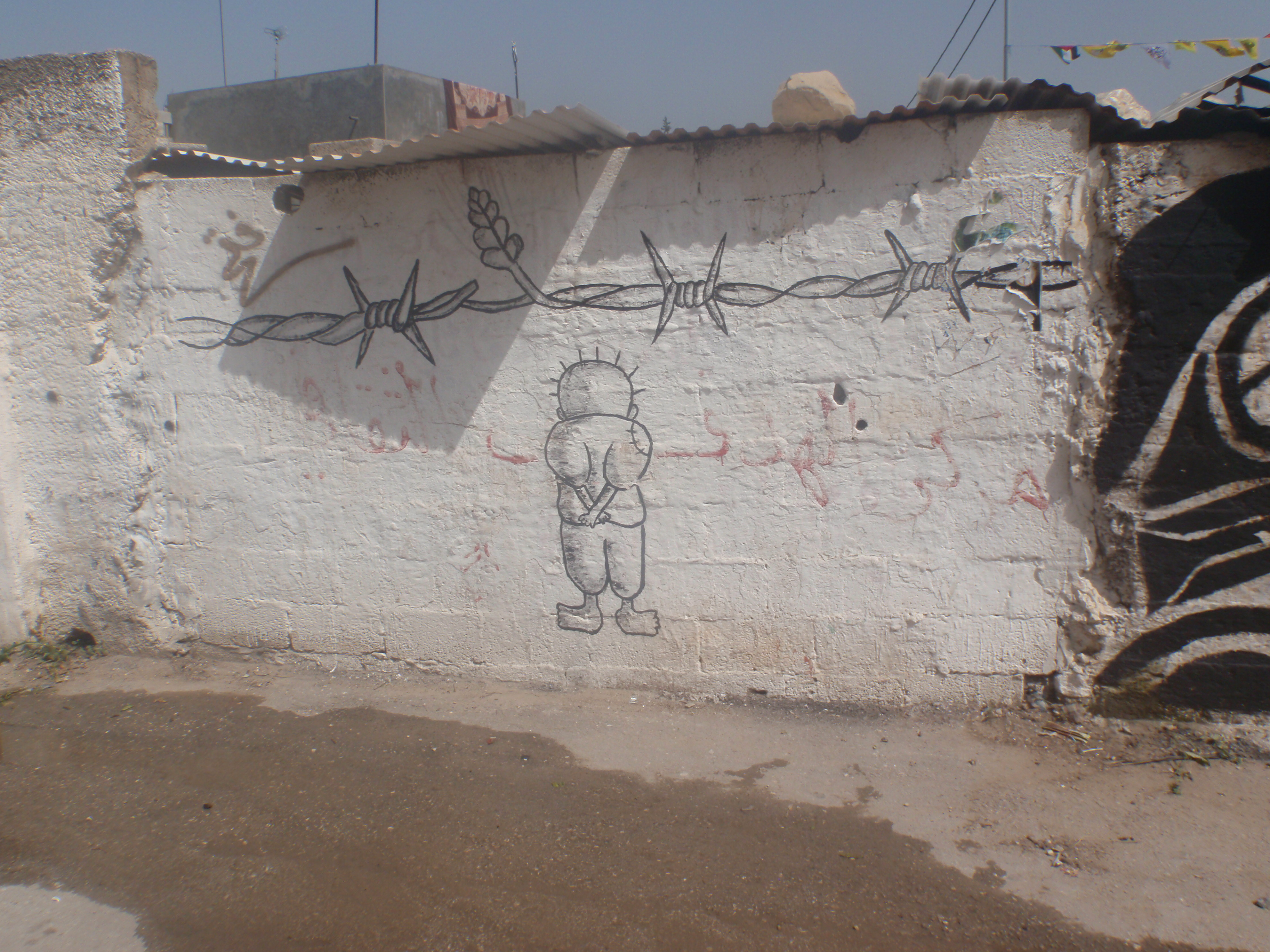
Graffito di Handala a Bilin.

Al-Ali nacque intorno al 1938 nel villaggio palestinese di Al-Shajara, situato tra Tiberiade e Nazaret (oggi inglobato da Ilaniya). Nel 1948 (anno della proclamazione dello stato di Israele e del conseguente esodo di parte della popolazione araba), all'età di dodici anni, si rifugia con la sua famiglia ad ‘Ain al-Helwa, uno dei campi profughi nel sud del Libano.
Produce i suoi primi disegni quando, incarcerato per motivi politici, si trovava nelle prigioni libanesi. Nel 1961 al-Ali conosce Ghassan Kanafani, uno dei più noti intellettuali palestinesi (assassinato dal Mossad a Beirut nel 1972), che gli offre l'opportunità di pubblicare i suoi lavori nella rivista الحرية (al-Ḥurriyah "la libertà").
Con questo mezzo, Al-Ali inizia ad usare i suoi disegni come strumento di lotta politica nell'ambito della questione palestinese contro Israele. Il suo personaggio più noto è Handala, un bambino palestinese raffigurato sempre di spalle perché non d'accordo con l’occupazione israeliana mostrerà il suo volto solo quando la Palestina sarà liberata. In Italia le sue opere sono state tradotte e pubblicate in una raccolta chiamata  "Filastin" (archiviato dall'url originale il 25 settembre 2020)..

## Assassinio

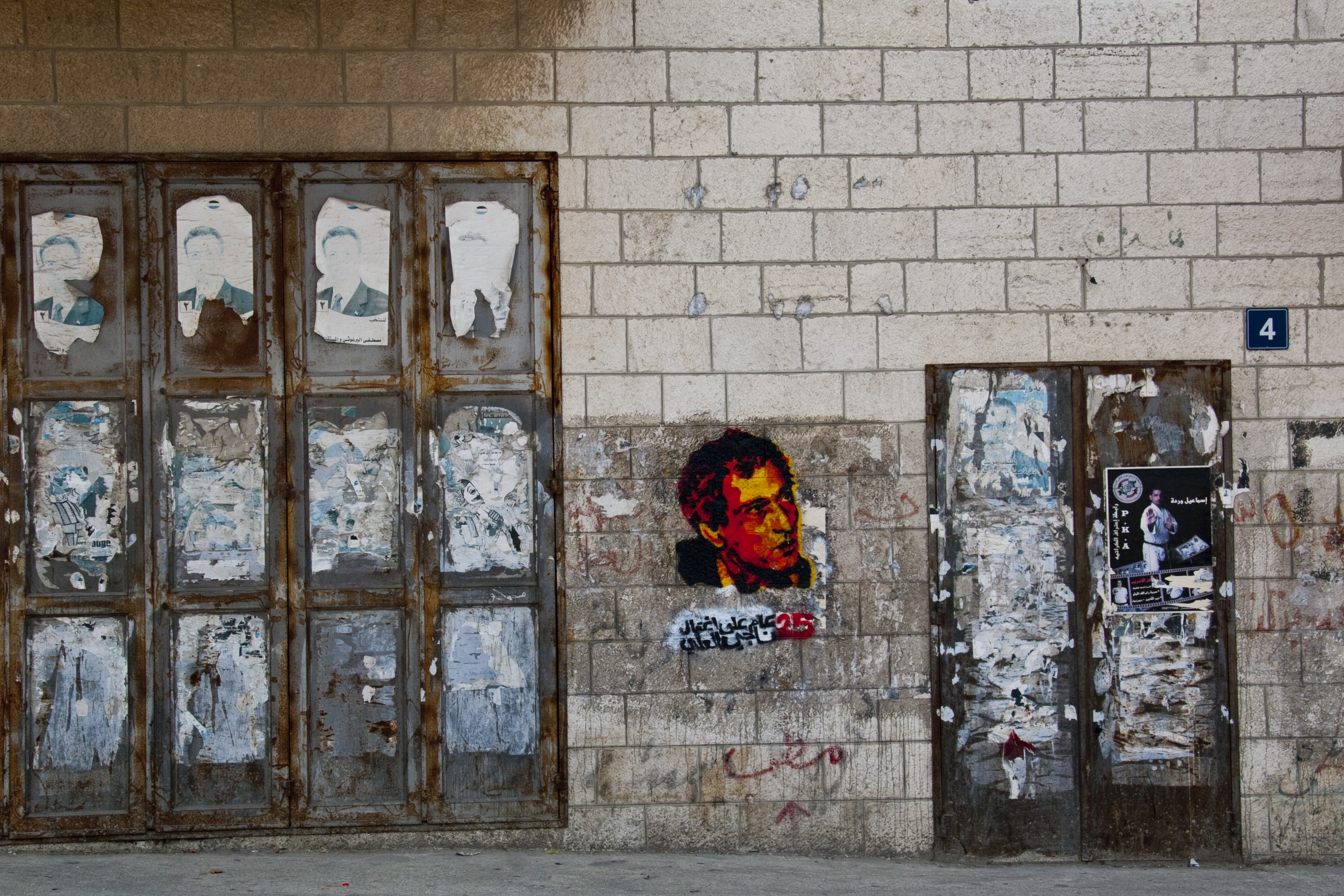
Graffito ritraente Naji al Ali, nell'anniversario della sua morte Ramallah, 2012.

Non è ancora noto chi ha aperto il fuoco contro Naji al-Ali fuori della sede di Londra del quotidiano kuwaitiano Al Qabas il 22 luglio 1987 colpendolo alla tempia destra. Naji al-Ali è rimasto privo di sensi fino alla sua morte il 29 agosto 1987. Anche se la sua volontà era di essere sepolto presso Ain al-Hilweh accanto al padre, il trasferimento della salma si è rivelata impossibile da organizzare e fu sepolto nel cimitero islamico di Brookwood fuori Londra. La polizia britannica arrestò Ismail Sowan, un ricercatore palestinese di 28 anni, originario di Gerusalemme e studente della Hull University. La polizia inoltre trovò un deposito di armi nel suo appartamento che pare fossero destinate a realizzare attacchi terroristici in Europa. Inizialmente, la polizia affermò che Sawan era stato membro dell'OLP, fatto però, che l'organizzazione ha negato.
Sawan più tardi confessò di aver lavorato sia per l'OLP che per l'agenzia di intelligence israeliana Mossad. Un secondo sospetto arrestato da Scotland Yard affermò inoltre di essere un doppio agente. È stato poi rivelato che il Mossad aveva due doppi agenti che lavoravano nella sede londinese e che erano a conoscenza del piano per assassinare Naji al-Ali. Nonostance ciò, il Mossad si rifiutò di trasmettere le informazioni relative al caso al governo inglese suscitando l'ira dell'allora primo ministro Margaret Thatcher che si vendicò espellendo tre diplomatici israeliani. La sede londinese del Mossad a Palace Green, Kensington, fu inoltre chiusa.